# Pilietinės demokratijos partija
Die Pilietinės demokratijos partija (PDP, deutsch: Partei der Bürgerdemokratie) ist eine liberale politische Partei in Litauen.
Sie gründete sich am 14. Mai 2006 durch die Umbenennung der Bürgerunion, einer im September 2005 aus der Litauischen Bürgerallianz entstandenen Partei. Ihr einziger Abgeordneter im Seimas war bis dahin ihr Vorsitzender Henrikas Žukauskas. Dieser wurde in der PDP stellvertretender Vorsitzender, bis zum Zerwürfnis im Mai 2007 laikas.net (Memento vom 21. November 2008 im Internet Archive) (PDF; 362 kB).
Den wesentlichen Teil der Mitglieder bestimmt aber eine Abspaltung der Arbeitspartei. Diese erfolgte nach zahlreichen Vorwürfen gegen deren Parteigründer Viktor Uspaskich und einem Strafverfahren wegen illegaler Parteienfinanzierung sowie in Unzufriedenheit mit dem autoritären Führungsstil Uspaskichs. Der Anführer der Abweichler, Viktoras Muntianas, seit April 2006 amtierender Parlamentsvorsitzender des Seimas, wurde zum Vorsitzenden der Partei gewählt.
Anfang Mai 2006 traten sieben Abgeordnete aus der Fraktion der Arbeitspartei im Seimas aus und in die neu gegründete Fraktion der PDP ein. Durch den Anschluss von vier weiteren Seimas-Abgeordneten kam sie auf 11 Mitglieder (darunter Henrikas Žukauskas). Im Mai 2007 haben sich 7 Abgeordnete mit der Bauernpartei zu einer gemeinsamen Fraktion zusammengeschlossen, zwei wechselten zu den Sozialdemokraten und zwei zu den Liberalen. Im Januar 2008 scheiterte die Fraktionsgemeinschaft mit der Bauernpartei, Anfang April 2008 löste sich die PDP-Fraktion (damals noch 6 Mitglieder, 5 wechseln zu den Sozialdemokraten) nach dem Rücktritt ihres Parlamentsvorsitzenden Muntianas gänzlich auf.
Ende Mai 2008 wurde Algimantas Matulevičius zum neuen Parteivorsitzenden gewählt, nachdem er die Partei bereits seit April kommissarisch geleitet hatte. Im Oktober 2008 zog die PDP mit einer eigenen Liste in die Parlamentswahlen. Nachdem sie weder über eine breite Parteibasis, noch über einen zugkräftigen Spitzenkandidaten verfügt, erreichte sie lediglich 1,1 % der gültigen Stimmen.
Die PDP sieht sich als wirtschaftsfreundliche Partei der Mitte. Im Bemühen sich von der Skandal behafteten Arbeitspartei abzusetzen betont sie ihr Ziel einer Stärkung der Zivilgesellschaft und deren (Nichtregierungs-)Organisationen. Auf ihrer Webseite besteht ein Link zur tschechischen Demokratischen Bürgerpartei ODS.